# لشکر ۷ زرهی ولی عصر

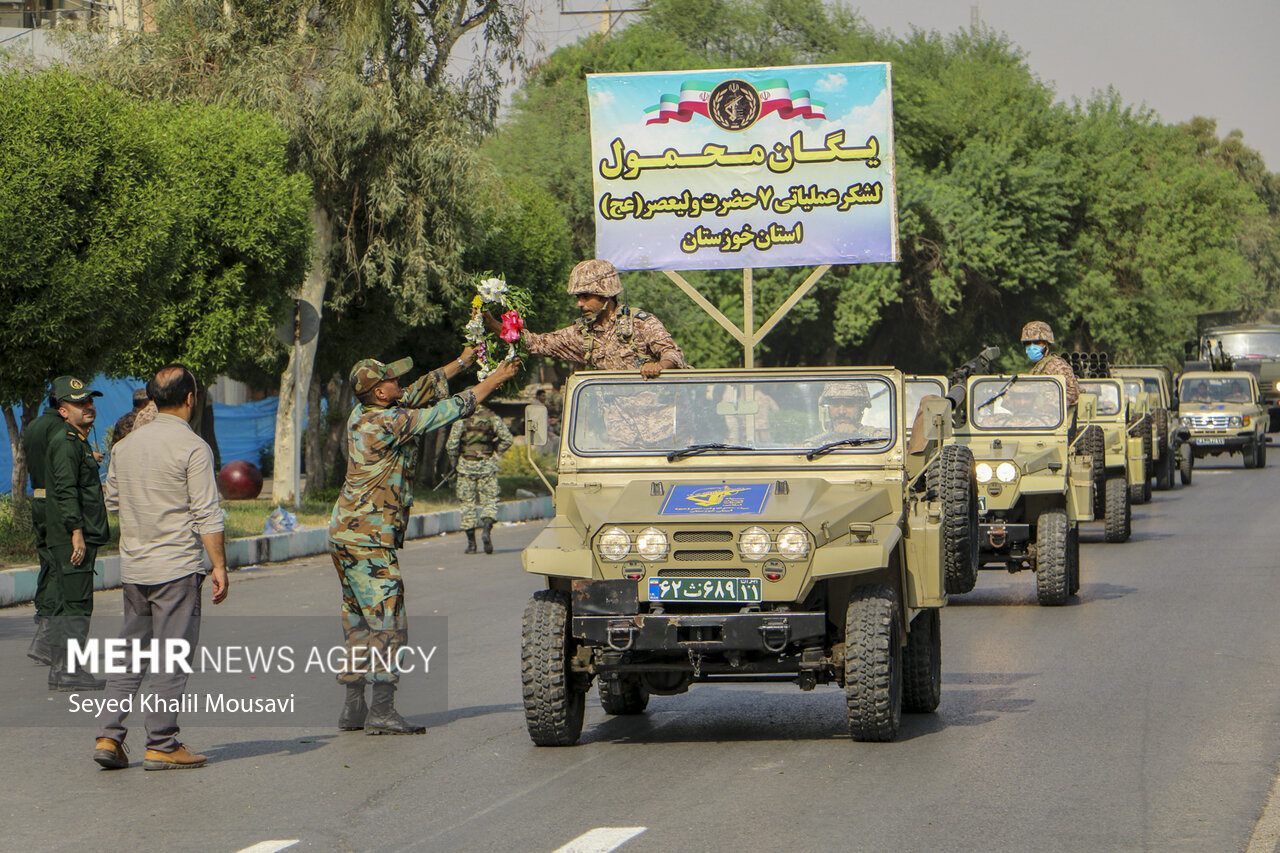
رژه ستون خودرویی لشکر ۷ ولی‌عصر در سال ۱۴۰۰، سالگرد جنگ ایران و عراق، اهواز

لشکر ۷ زرهی ولی عصر از لشکرهای سپاه پاسداران انقلاب اسلامی و از یگان‌های رزمی زرهی نیروی زمینی سپاه پاسداران است، که در استان خوزستان مستقر می‌باشد و تحت امر سپاه ولی عصر خوزستان فعالیت می‌کند.
این یگان در خلال جنگ ایران و عراق و در دی‌ماه ۱۳۶۰ تحت عنوان؛ تیپ ۷ مقاومت دزفول، به فرماندهی عبدالمحمد رئوفی‌نژاد، در پادگان کرخه شکل گرفت، سپس با پیشنهاد غلامعلی رشید به تیپ ۷ ولی‌عصر تغییر نام داد. در بهمن‌ماه ۱۳۶۱ سازمان آن، از تیپ به لشکر ارتقا پیدا کرد و هم‌اکنون با عنوان لشکر ۷ ولی‌عصر فعالیت می‌کند و دارای ۳ تیپ تابعه به‌نام‌های تیپ نیروی ویژه امام‌حسن بهبهان، تیپ تکاور حضرت‌مهدی اندیمشک و تیپ زرهی حضرت‌حجت اهواز می‌باشد. درحال حاضر سرتیپ‌دوم پاسدار حسن حسین‌نژاد فرماندهی لشکر ۷ ولی‌عصر را برعهده دارد.

## تاریخچه

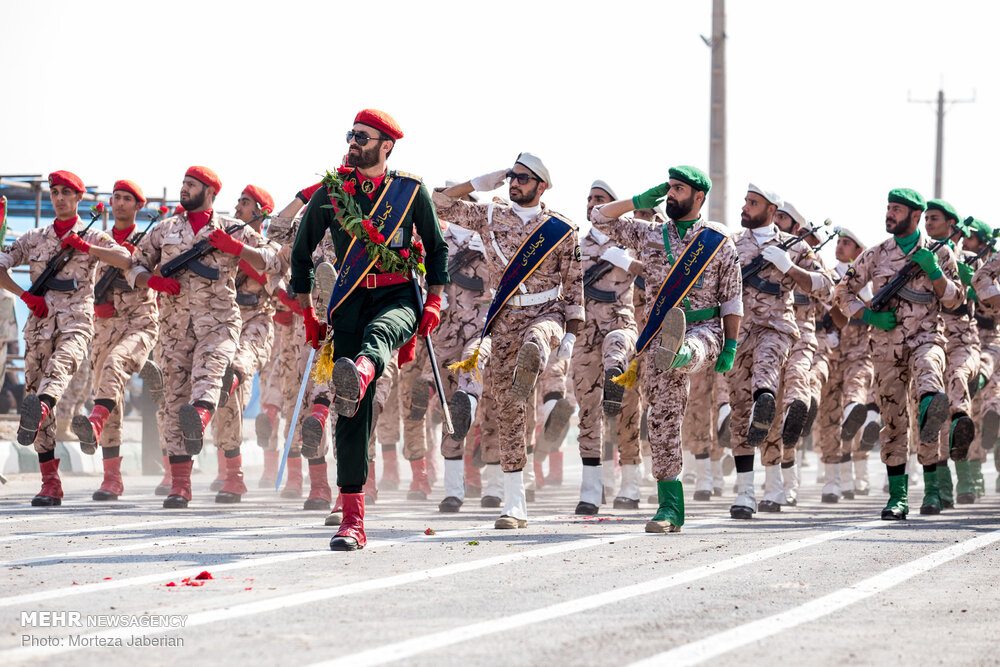
رژه نیروهای لشکر ۷ ولی‌عصر به‌مناسبت سالگرد جنگ ایران و عراق در سال ۱۳۹۸، اهواز

در مدت یک سال نخست از آغاز جنگ ایران و عراق، یعنی تا پیش از انجام عملیات فتح‌المبین، فرماندهی و کنترل جبهه‌های پدافندی سپاه پاسداران در غرب کرخه، برعهده سپاه دزفول بود. در این مدت، سپاه دزفول با شناسایی راهکارهای عملیاتی، اجرای عملیات‌های محدود و ایذایی، مین‌گذاری و اجرای کمین در جاده‌های مواصلاتی عقبه یگان‌های نیروی زمینی عراق، اجازه ندادند عراقی‌ها با آسودگی در این مناطق تردد داشته باشند. در این زمان نیروهای مستقر در محورهای پدافندی واقع در شمال خوزستان، در قالب یک تیپ با مرکزیت سپاه دزفول شکل گرفتند. در ابتدای شکل‌گیری این یگان، اغلب کادر رسمی تیپ، از نیروهای سپاه دزفول بودند.
این یگان در تاریخ ۱ دی‌ماه ۱۳۶۰ در پادگان کرخه تشکیل شد و نخستین تجربه رزمی آن، در حدود ۳ ماه بعد از شکل‌گیری و در خلال عملیات فتح‌المبین بود. این یگان ابتدا تحت عنوان «تیپ ۷ مقاومت دزفول» نام‌گذاری شد، سپس با پیشنهاد غلامعلی رشید، به «تیپ ۷ ولی‌عصر» تغییر نام داد. این یگان پیش از اجرای عملیات والفجر مقدماتی، در دی‌ماه ۱۳۶۱ در پی گسترش سازمان‌های رزم سپاه پاسداران انقلاب اسلامی و ادغام تیپ ۷ ولی‌عصر با تیپ ۵۱ حجت و تیپ ۷۲ محرم، به لشکر ارتقا یافت و گردان‌هایی از شهرهای استان خوزستان و لرستان نیز به آن پیوستند و نام آن به لشکر ۷ ولی‌عصر تغییر یافت. هم‌اکنون این لشکر به‌عنوان یگان عملیاتی سپاه ولی عصر خوزستان و زیرمجموعه‌ای از نیروی زمینی سپاه پاسداران به فعالیت خود ادامه می‌دهد.

## نبردها
لشکر ۷ ولی‌عصر خوزستان، در طول جنگ ایران و عراق در ۱۴ عملیات آفندی و ۶ مأموریت پدافندی شرکت داشت. عملیات آفندی که این لشکر در آنها به‌عنوان یگان عمل‌کننده حضور داشت:

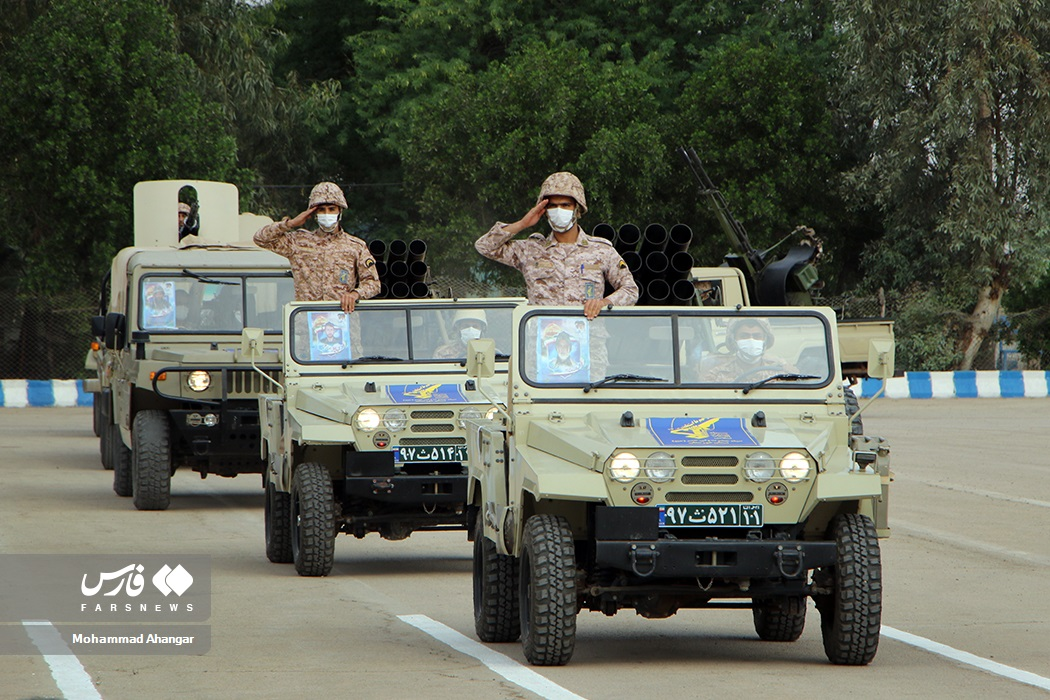
رژه نیروهای لشکر ۷ زرهی ولی‌عصر، به‌مناسبت روز ارتش در سال ۱۴۰۱، اهواز

- عملیات نصر ۸
- عملیات والفجر ۱۰
- عملیات بیت‌المقدس ۷
- عملیات کربلای ۵
- عملیات کربلای ۴
- عملیات والفجر ۸[۱۲]
- عملیات بدر
- عملیات خیبر
- عملیات والفجر ۱
- عملیات والفجر مقدماتی
- عملیات رمضان
- عملیات بیت‌المقدس[۱۳]
- عملیات فتح‌المبین[۱۴]
- عملیات طریق‌القدس[۱۵]

## فرماندهان
فرماندهان لشکر ۷ ولی‌عصر خوزستان، از ابتدای شکل‌گیری تاکنون:
- عبدالمحمد رئوفی‌نژاد
- محمدنبی رودکی
- امین شریعتی
- احمد سوداگر
- محسن کاظمینی
- حسن شاهوارپور[۱۶]
- عبدالرحمان پورجوادی[۱۷]
- حسن حسین‌نژاد[۱۸]

## یگان‌ها
- قرارگاه عملیاتی لشکر ۷ ولی عصر در دزفول
- تیپ ۱۵ نیروی ویژه امام حسن مجتبی در بهبهان[۱۹]
- تیپ تکاور حضرت مهدی در اندیمشک[۲۰]
- تیپ ۵۱ زرهی حضرت حجت در اهواز[۲۱]
- گروه توپخانه ۶۴ الحدید در اهواز[۲۲]